# Brzi i žestoki 9
Brzi i žestoki 9 (eng. F9) je američki akcijski film redatelja Justin Lin iz 2021. godine i ujedno deveti dio filmskog serijala Brzi i žestoki. Glavne uloge u filmu tumače protagonisti originala iz 2001.

## Pretpostavka
Nakon događaja iz Brzi i žestoki 8 (2017.), Dominic Toretto i njegova obitelj moraju se suočiti s Dominikovim mlađim bratom Jakobom, smrtonosnim ubojicom, koji surađuje s njihovim starim neprijateljem Cipherom i koji drži osobnu osvetu protiv Dominika

## Glavne uloge
- Vin Diesel
- Michelle Rodriguez
- Tyrese Gibson
- Chris "Ludacris" Bridges
- John Cena
- Jordana Brewster
- Nathalie Emmanuel
- Sung Kang
- Helen Mirren
- Charlize Theron

## Vanjske poveznice
- Brzi i žestoki 9 na Internet Movie Databaseu (engl.)